# Castilla la Nueva (Colômbia)
Castilla la Nueva é um município da Colômbia, localizado no departamento de Meta.